# 女性气质

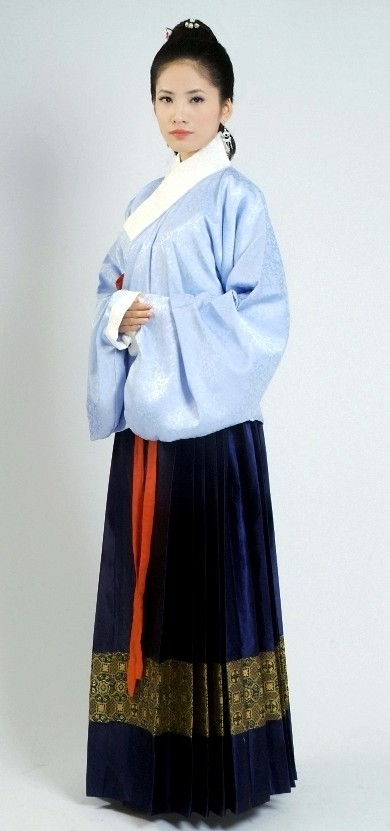
裙子有时会被看做非常女性化的装束。

女性气质或女子氣、女人味指的是某種行為或事物體現出來的、令人聯想到女性化印象的現象，它不單取決於生理特征，在不同文化中也會有不同的、具象或抽象的表現形式。 女性化的行為或事物一般可以與男性化的行為或事物形成鮮明對照。
例如三從四德、溫順、善良和敏感等通常被看做女性化的特征， 不過在某些文化和社會中也有完全不同的認識， 甚至恰好相反。 在女权运动中傳統的女性化概念遭到了挑戰。

## 概念

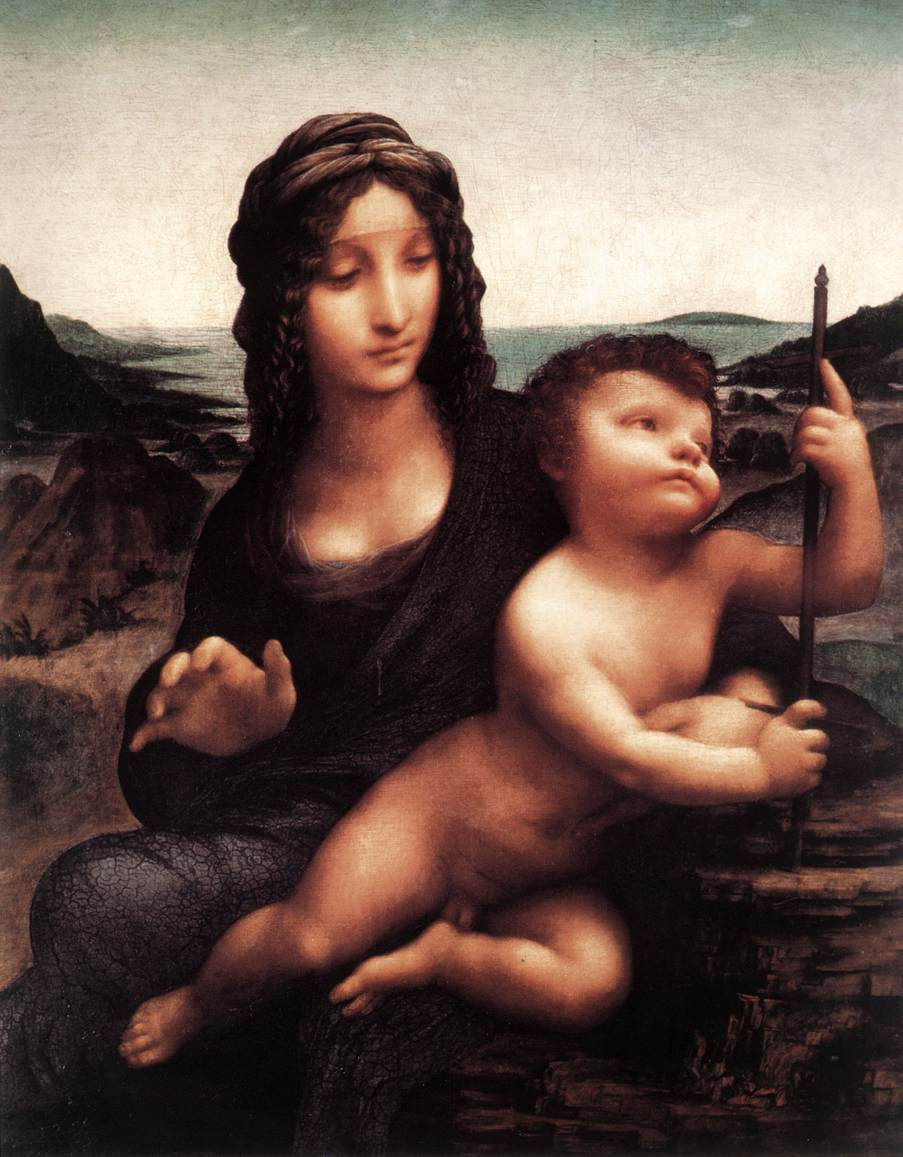
達文西的《聖母像》，聖母瑪利亞在中世紀和文藝復興時期的歐洲被認為最具女性美德。

女性化並沒有一個清晰的、可以舉世通用的概念，但許多文化中都有“女性化”概念或成見，比如溫順、善良、敏感、安靜、美貌和可愛等在一些文化、社會中就會被當做女性化的特征。
女性被認為就應當擁有某些女性化特征，這導致了一些性別認同上的問題， 例如生理上為男性的個體如具有了女性化特征就可能會使個體產生困擾或遭到歧視。這種先天與後天的問題至今仍有強烈爭議，因而也沒有定論。
通常女性較容易接受男性觀點的產物，而男性則較難接受女性觀點的產物，這可能是受到社會文化因素使然。